# 基尔韦卢尔
基尔韦卢尔（Kilvelur），是印度泰米尔纳德邦Nagapattinam县的一个城镇。总人口7404（2001年）。

## 人口
该地2001年总人口7404人，其中男性3680人，女性3724人；0—6岁人口800人，其中男394人，女406人；识字率72.80%，其中男性为79.59%，女性为66.08%。